# 拉里·科耶爾
拉里·科耶爾（英語：Larry Coryell）是一位美國爵士樂結他手，被譽為“融合爵士樂的教父”。

## 生平
拉里·科里爾出生於德克薩斯州加爾維斯頓， 他的親生父親是一名音樂家，但拉里·科里爾與親生父親從未有機會認識。 拉里·科里爾由化學工程師繼父基恩和母親科拉共同撫養長大，後者鼓勵他在四歲時學習鋼琴。
1965年9月，拉里·科瑞爾移居紐約，在曼內斯音樂學院就讀。搬到紐約後，他聽了古典作曲家的表演，如巴托克，德彪西，拉威爾，斯特拉文斯基和肖斯塔科維奇。
拉里·科里爾以結他手身份出現在吉可·漢密爾頓的五重奏。 在1967-68年間，他與加里·伯頓一起錄製唱片。  他在1960年代末和1970年代初演奏的音樂融合了搖滾，爵士樂和東方音樂。
拉里·科里爾於2017年2月19日在紐約因心臟衰竭去世，享年73歲。去世前週末，拉里·科里爾在曼哈頓的銥爵士俱樂部表演。